# Piliscsév
Piliscsév là một thị trấn thuộc hạt Komárom-Esztergom, Hungary. Thị trấn này có diện tích 24,9 km², dân số năm 2010 là 2371 người, mật độ 95 người/km².